# Palacio de la Bolsa de Lyon
El Palacio de la Bolsa (en francés: Palais de la Bourse o Palais du Commerce) es un edificio situado en el Distrito 2 de Lyon, Francia. Actualmente alberga la sede de la cámara de comercio e industria de Lyon. Está rodeado por la Place des Cordeliers al sur, la Place de la Bourse al norte, la Rue de la République al oeste y la Rue de la Bourse al este. El edificio fue declarado monument historique el 10 de febrero de 1994.

## Historia

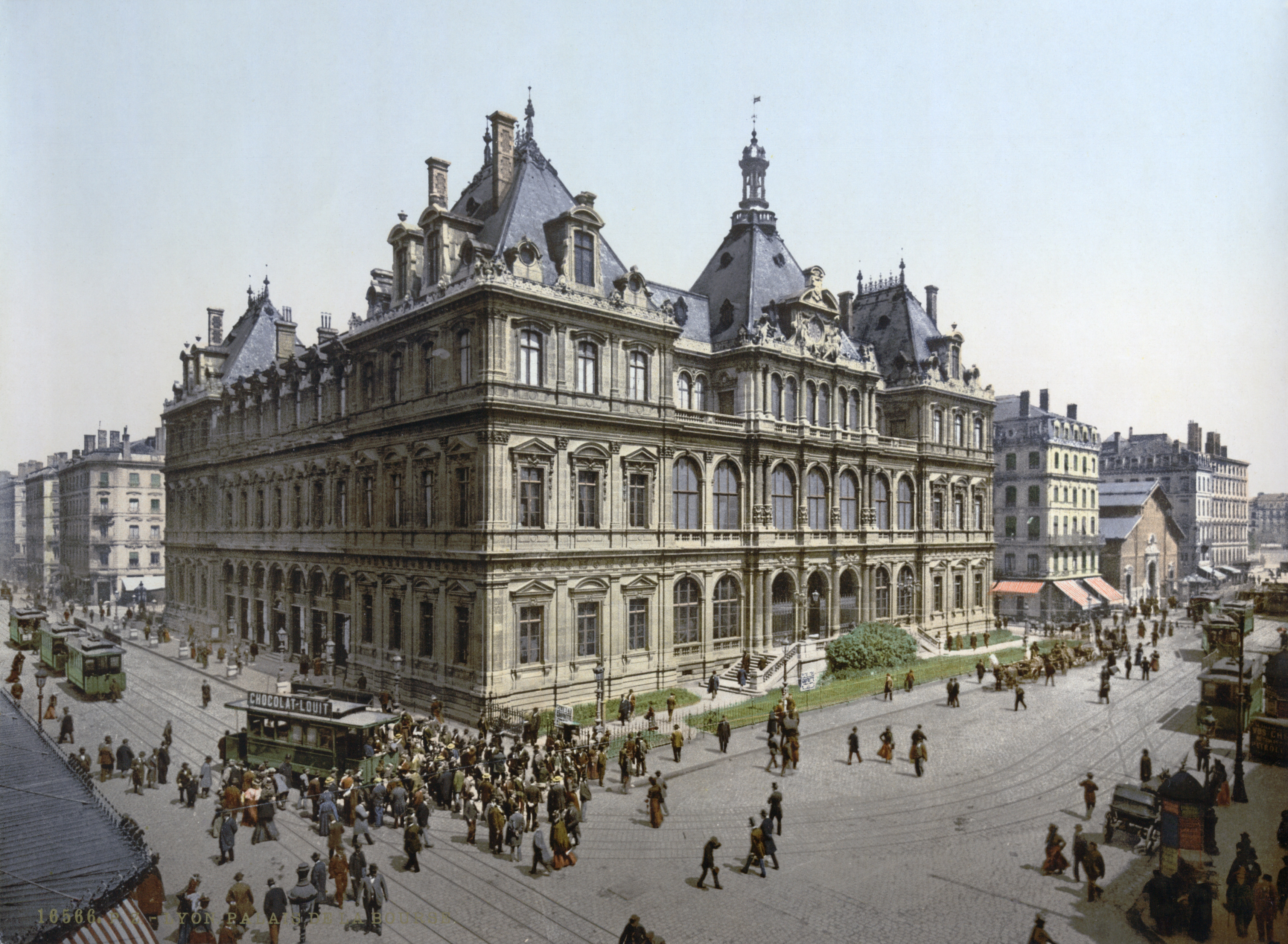
El Palacio de la Bolsa hacia 1890–1905.

En 1853 se decidió la construcción del Palais du Commerce. Debía albergar un museo del arte y la industria, tiendas, la compañía de corredores de seda y mercancías, así como la cámara de comercio y el tribunal de comercio. El 4 de agosto de 1854, el prefecto Claude-Marius Vaïsse escogió a René Dardel (arquitecto del Pont la Feuillée, del mercado cubierto de la Rue de la Martinière y del trazado de la Rue Victor-Hugo) para la construcción del edificio, al mismo tiempo de la apertura de calles del Segundo Imperio francés.
La construcción se inició en 1856 y se puso la primera piedra el 15 de marzo. El edificio fue inaugurado por Napoleón III y la emperatriz Eugenia el 25 de agosto de 1860.
Fue un caldo de cultivo de la especulación sobre las medianas empresas en los años veinte, en particular las que explotaban el carbón blanco de los Alpes. Punto álgido de la historia bursátil, entre 1914 y 1928 las siete bolsas provinciales vieron su capitalización multiplicada por nueve, y pasaron a representar el 16 % de la capitalización total francesa frente al 9 % de 1914.
Destinada originalmente a acoger numerosas instituciones, el Palais de la Bourse, actual Cámara de Comercio e Industria de Lyon, ha albergado:
- el tribunal de comercio;
- la Compañía de Corredores de Seda y Mercancías, que dejó el edificio en 1867;
- el Consejo de Prohombres, que celebró aquí sus sesiones hasta 1927;
- Crédit Lyonnais, banco creado por empresarios de la sede, cuya sede se estableció allí hasta 1934.

Fue saliendo de este edificio, el 24 de junio de 1894, donde fue asesinado el presidente de la República Sadi Carnot por el anarquista Sante Geronimo Caserio, bajo las ventanas que dan a la Rue de la République. En el punto exacto hay un pavimento de color rojo en el suelo, y una placa conmemorativa en el muro.

## Arquitectura
El edificio mide 56,6 x 64,5 metros. Se compone de cuatro alas, una en cada esquina, y una sala central, llamada Salle de la Corbeille, que ocupa toda su altura.
La decoración del edificio, tanto en sus fachadas como en sus interiores, refleja el uso del edificio: hay estatuas de la Justicia, la Templanza, la Agricultura, el Comercio y la Industria. Las dos fachadas al norte y al sur están decoradas ricamente con numerosos entablamentos, balcones y columnas. La mayor parte de las pinturas de los techos interiores son obra de artistas lioneses como Antoine Claude Ponthus-Cinier o Jean-Baptiste Beuchot.
La estatua exterior a los pies de la escalera que da a la Place des Cordeliers, una alegoría donde el Saona y el Ródano personificados unen sus brazos para apuntar hacia el futuro, es una obra de mármol blanco del escultor André Vermare y data de 1905.

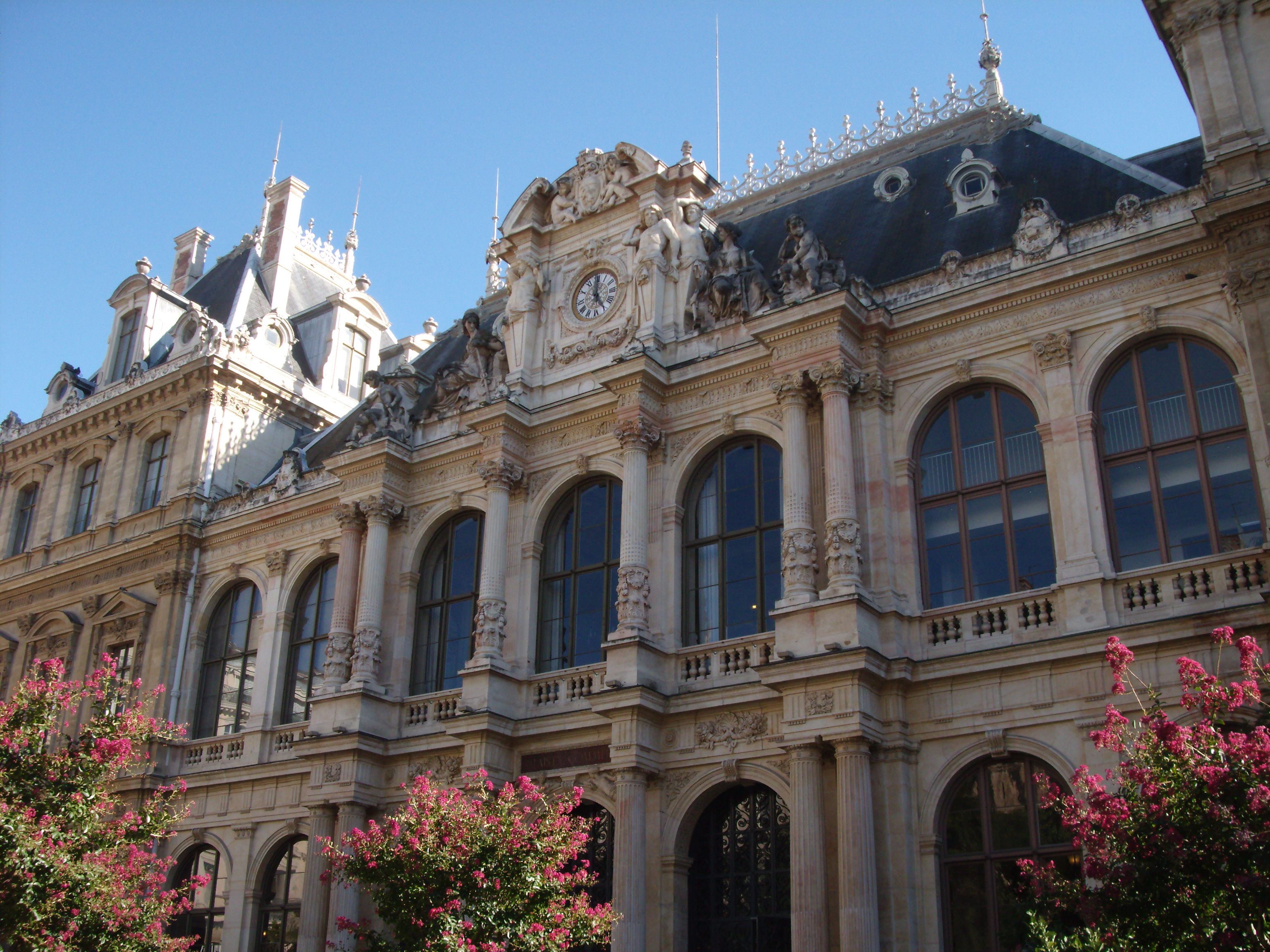
La fachada norte.
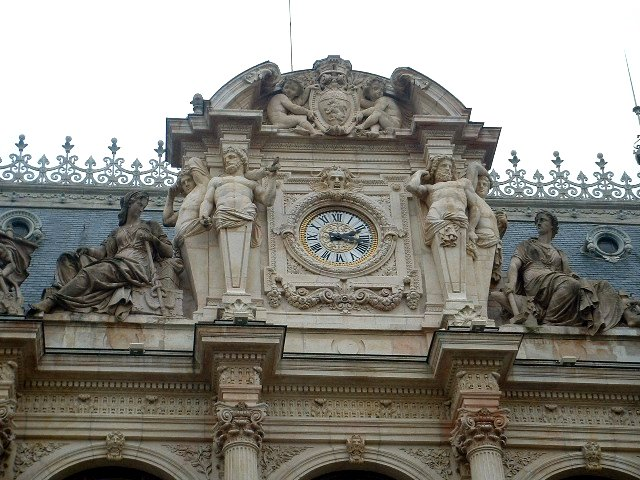
El reloj del frontón.
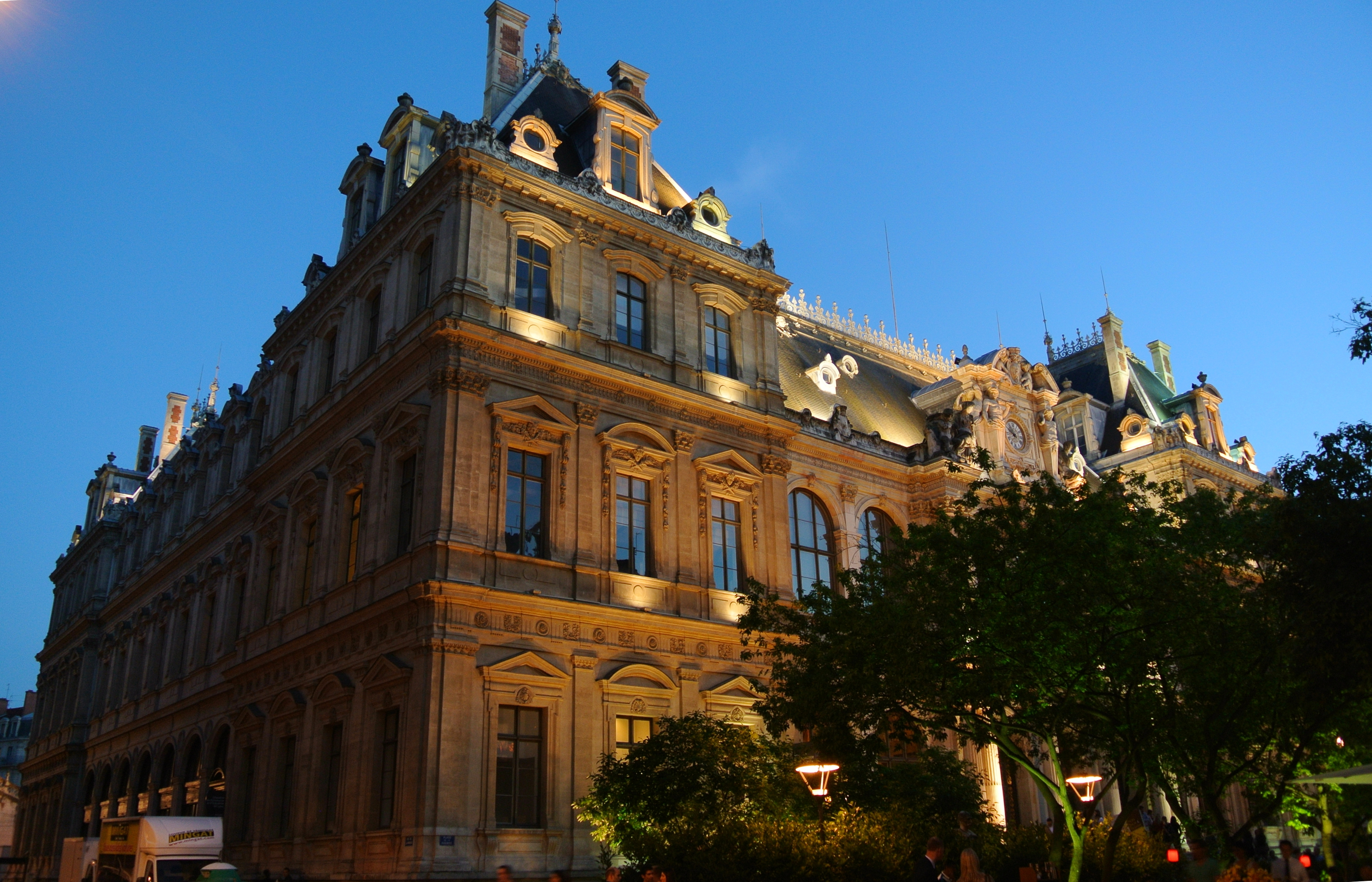
Esquina noreste, vista desde la Rue de la Bourse.
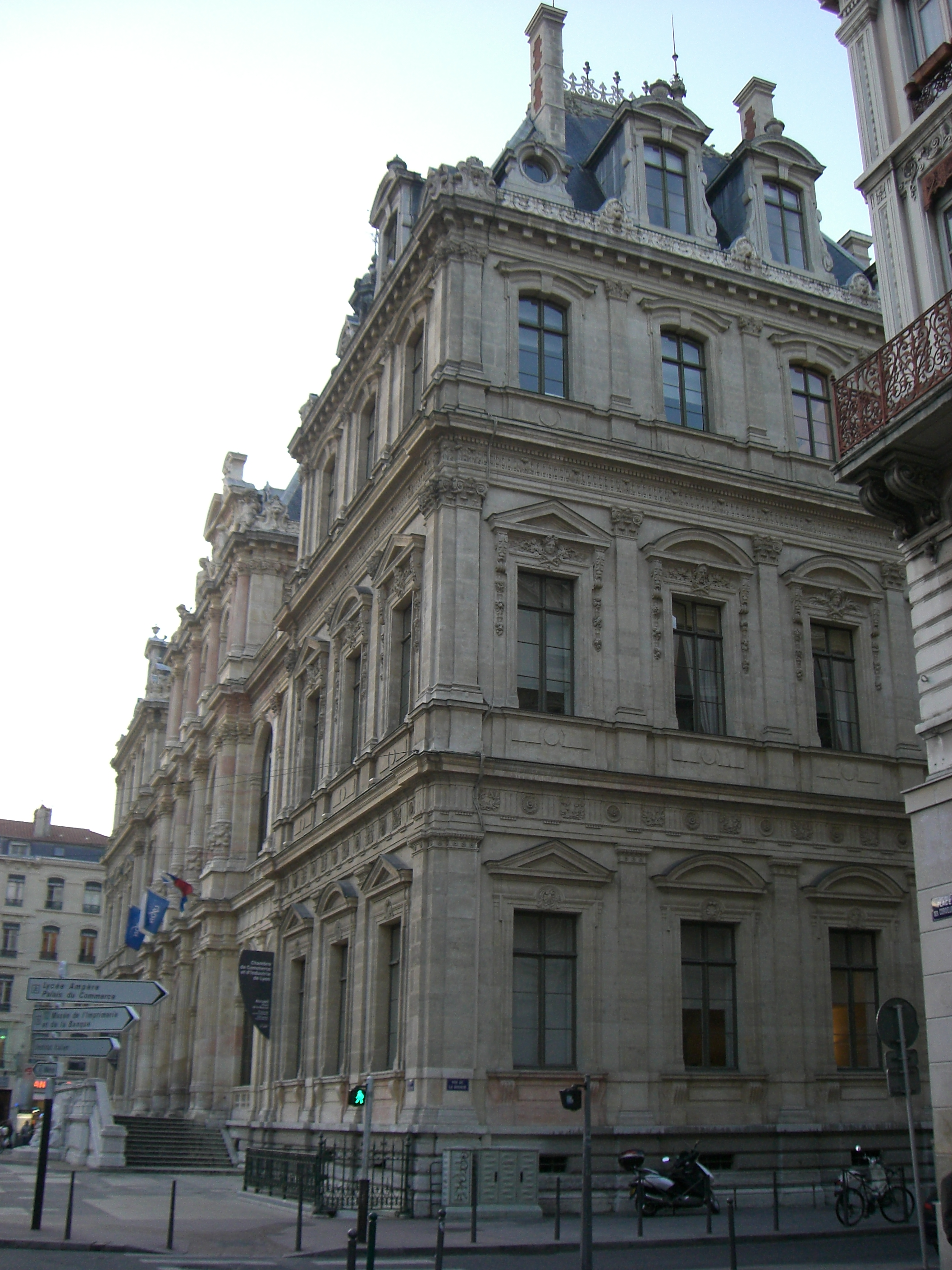
Detalle de la esquina sudeste.